# 영국 정부

1953년부터 현재까지 영국 정부에서 쓰이는 영국 왕실 문장

영국 정부(Government of the United Kingdom)는 잉글랜드, 웨일스, 스코틀랜드, 북아일랜드로 이루어진 영국의 중앙 정부이다. 공식 명칭은 국왕 폐하의 정부(영어: His Majesty’s Government(HMG))이다.
정부의 수반은 영국 총리이며, 총리는 다른 모든 부처의 장관을 지명한다. 총리와 주요 부처의 장관은 최고 의사 결정 기구인 내각을 구성한다. 내각제로서 운영되는 영국 정부의 내각 장관은 통상적으로 영국 의회의 의원들로 구성되며, 내각은 의회에 대한 책무를 진다. 대부분의 장관들은 하원 소속이지만 일부는 상원 의원이다.
2011년 의회법 개정이후 영국 총선은 5년마다 개최되며, 총선 결과에 따라 영국 하원이 구성된다. 영국 군주(현 찰스 3세)는 선거 결과 제1당을 차지한 정당의 대표를 총리로 임명하고 하원을 이끌것을 명한다.
영국의 헌법은 명시되지 않은 불문법으로 행정은 명목상 군주의 통치 아래에 있다. 그러나 실재로는 선거를 통해 당선된 총리가 내각을 이끌고 행정의 전권을 행사한다. 내각의 구성원은 군주의 자문 기관인 추밀원의 위원이 되며, 또한 영국 국무성의 국무 위원으로서 행정 권한을 지니게 된다.
현재 총리는 2024년 7월 5일 취임한 노동당의 키어 스타머이다.

## 책임정부
영국 헌법의 핵심 원리 가운데 하나는 정부가 의회에 대하여 책임을 진다는 것이다. 이를 책임정부라고 한다.
영국은 입헌군주제로 국가원수는 군주(왕 또는 여왕)이나, 군주는 정치 결정에 관여하지 않는다. 모든 정치 결정은 정부와 의회에서 이루어지는데, 이러한 군주권의 제한은 1215년 마그나카르타 이후 역사적으로 형성되었다. 이러한 상징적 군주원의 인정은 흔히 "군림하되 통치하지 않는다"라는 말로 설명된다.
의회는 상원과 하원의 양원제이다. 귀족원(House of Lords)이라고 불리는 상원 역시 법안을 다룰 수 있지만, 서민원(House of commons)이라고 불리는 하원이 보다 많은 권력을 지닌다. 하원은 상원이 결정한 법률을 기각할 수 있는 권한이 있다. 중요 법안의 발의 역시 하원에서 이루어지며 핵심적 법안의 발의는 보통 정부 발의로 이루어진다. 정부 발의는 의회 회기중 매우 중요한 기간으로 모든 법률안은 의회에서 낭독되고 표결로 승인되어야 한다. 법안 발의에 앞서 정부는 청원 사항 검토와 개원연설, 선거 공약, 정당 강령 등의 실현을 논의하기 위해 청문회를 개회할 수 있다.
장관들은 각자가 소속된 상하 양원 의회에 책임을 지며 소속 의회의 질의에 답변할 의무가 있다. 장관은 보통 하원에서 선출되지만 예외적으로 상원에서 선출되는 경우도 있다. 예를 들어 고든 브라운 내각에서 행정장관 피터 만델슨과 교통장관 앤드류 어도니스는 상원 소속이었다.

영국 의회의 문장

에드워드 7세 시기인 1901년부터 총리는 의원들에 의해 선출되었고 따라서 언제나 하원 다수당 소속이 되었다. 재무장관 역시 비슷한 과정을 통해 결정되는데 재무장관은 상원에 대하여는 예산 보고를 할 의무가 없고, 따라서 예산 운영에 대한 상원의 권한은 매우 제한적이다. 상원의원이 재무장관이 된 마지막 사례는 1834년 약 한 달 동안 재무장관을 하였던 토머스 덴먼이었다.
영국 정부 체계는 하원 총회의 신임과 동의를 필요로 한다. 정부 예산의 지속적인 공급은 하원의 동의를 거쳐야 하며 하원이 이를 거부할 경우 공급 손실이 발생할 수 있다. 또한 하원은 위임 입법 사항들의 정부 입법 위임을 결의한다. 하원 총회에서 정부에 대한 불신임 결의가 가결되면 하원 역시 자동적으로 해산되고 총선을 치루어 새로운 의회와 정부를 구성하여야 한다. 반면 상원은 정부에 대한 불신임을 결의할 수 없다.
총리는 회기 중 총리 문답 시간을 통해 모든 의원들의 질문에 답변해야 하며 질문의 주제는 제한이 없다. 장관 역시 의회에서 업무 보고를 하고 문답을 거쳐야 한다. 영국 의회 정치에서 야당은 현 내각의 각부 장관에 대응하는 지명 질문자를 두는 것이 관례이다. 이를 그림자 내각이라고 한다.
영국의 선거 제도에서 하원을 구성하는 총선은 최대 5년마다 열리도록 되어 있으나 내각 불신임과 같은 사안이 있을 경우 조기 총선이 이루어질 수 있다.

## 정부와 왕권
현재 영국의 군주는 찰스 3세로 국가원수이다. 국가 내에 여전히 군주가 직접 관여하는 왕실령이 존재하며, 영국 정치에서 국왕은 정부 권한의 원천이라는 의미에 머무른다. 또한 의회제정법의 여러 분야에서 국왕은 전쟁의 선포 및 법률의 선포 또는 폐지의 권한자이다. 각 부처의 장관은 국왕의 지명을 받은 대신으로서 국왕의 특권을 위임받아 행정 권한을 행사하는 것으로 간주된다. 영국의 군주는 자신의 정부에 대한 관심사에 대해 질의할 권한이 있으며 정부 수반인 총리는 매주 군주와 면담을 갖는다.
영국 정부에 대한 국왕의 특권은 다음과 같다.

### 내무 특권
- 국왕은 총리의 임명권을 갖는다. 관습 헌법에 따라 국왕은 하원 다수당의 대표를 총리로 임명하여야 한다.
- 국왕은 내각을 구성하는 대신의 임명권을 갖는다. 총리가 단독으로 지명권을 행사한다.
- 국왕은 법안의 재가 권한을 갖는다. 이론상으로 재가 거부권이 있으나 1708년 연합 왕국의 초대 군주가 된 앤 여왕 이후 거부권을 행사한 군주가 없다.
- 국왕은 영국군의 명목상 최고 지휘권을 지니며 장교 임면권을 갖는다. 실질적 지휘는 영국 국방위원회에서 관할한다.
- 국왕은 추밀원의 위원을 지명한다.
- 국왕은 여권의 발급과 폐기 권한을 갖는다. 이 권한은 영국 내부장관이 행사한다.
- 국왕은 군주 사면권을 갖는다.
- 국왕은 작위 부여와 수훈의 권한을 갖는다.
- 국왕은 왕립 면허소를 통해 기업 설립 승인권을 행사한다.

### 외무 특권
- 국왕은 조약의 체결 비준권을 갖는다.
- 국왕은 전쟁 선포와 강화 조약의 권한을 갖는다.
- 국왕은 해외 주둔 영국군을 모병할 수 있다.
- 국왕은 국가승인의 권한을 갖는다.
- 국왕은 외교관의 파견과 수락 권한을 갖는다.

영국은 명문화된 헌법이 없으나, 영국 정부는 2003년 10월 군주의 권한 목록을 제시한 바 있다. 국왕 대권은 대부분 법적으로 성문화된 것이 아니라, 법관들의 해석과 헌법적 관례의 산물이다. 이는 입헌군주제의 진전과 함께 변화해 왔다.

## 정부 부처
영국 정부는 24개 정부 부처와 그 집행기관 (Executive agency)으로 구성되며, 총 560,000명의 공무원과 직원이 근무한다. 그밖에도 비장관급 정부부처 26처가 설치되어 보다 폭넓은 소관업무를 담당하고 있다.

## 위임 정부
연합 왕국으로서 영국은 잉글랜드, 웨일스, 스코틀랜드, 북아일랜드와 같은 홈 네이션스로 구성되어 있다. 1708년 연합법 이후 홈 네이션스의 자체적인 의회는 패원되어 영국 의회와 내각이 모든 정부 권한을 행사하였다. 영국은 1999년 홈 네이션스 가운데 잉글랜드를 제외한 웨일스, 스코틀랜드, 북아일랜드와 그레이터런던 당국에 정부 권한 일부를 위임하여 독자적인 의회를 구성하고 내정권을 행사할 수 있도록 하였다.
영국의 지방 자치에서 지방자치단체는 카운티(County), 디스트릭트(District), 패리시 카운실스(Parish Councils)로 나뉜다. 인구가 밀집한 도시 자치구는 더 작은 단위의 자치단체로 세분되고, 인구 밀도가 낮은 지방들은 여럿을 합하여 단일 자치구로 운영되기도 한다. 각각의 지방자치단체는 지방세의 조정과 같은 권한을 지니고 있다.
영국의 정부는 일반적인 행정권, 재정집행권, 위임입법권, 공무원의 임명권과 같은 권한을 갖는다. 그러나, 지방자치단체와 구호위원회, 법무부 등의 정부 조직은 중앙정부에 대해 다소간의 독립성을 보장받고 있고, 정부의 권력은 의회제정법과 보통법, 유럽 연합법이나 유럽연합의 정치와 같은 장치를 통해 제한된다. 또한 법원의 사법심사 역시 정부의 행정을 규제할 수 있다.

## 같이 보기
- 영국 대법원
- 북아일랜드 집행부
- 스코틀랜드 정부